# Aeroporto militare di Mitiga
L'Aeroporto militare di Mitiga è un aeroporto situato a 5 km ad est della città di Tripoli in Libia a Mellaha.
L'aeroporto è stato hub per le compagnie aeree Afriqiyah Airways e Libyan Airways oltre che per la Medavia.

## Storia
Nell'ambito della campagna di Libia sulle rive del lago fu costruito dal Corpo Aeronautico italiano del Regio Esercito l'aeroporto militare di Mellaha.

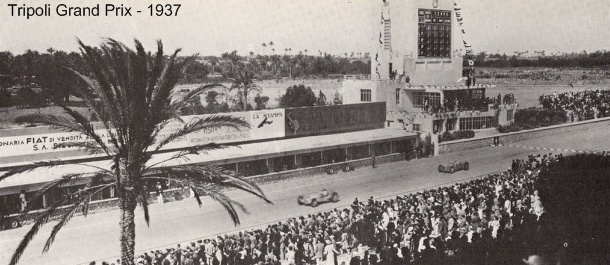
Il gran premio automobilistico nel 1937

Un circuito automobilistico successivamente costruito intorno all'aeroporto ed il lago di Mellaha iniziò ad ospitare il popolare Gran Premio di Tripoli della Libia italiana dal 1933.
La base fu usata anche dall'Aeronautica italiana e dalla Luftwaffe tedesca durante la campagna del Nordafrica nella seconda guerra mondiale. Nel gennaio 1943 venne occupata dall'Eighth Army (British Army) ed utilizzata dalla United States Army Air Forces.

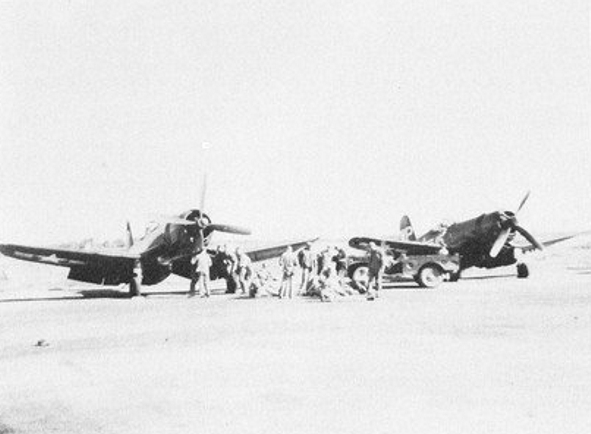
Corsair dell'U.S. Navy nel 1949

Con l'incoronazione di Idris di Libia nel 1951, le unità di caccia-bombardieri dell'United States Air Forces in Europe (USAFE) iniziarono anche a usare l'aeroporto, ridenominato Wheelus Air Base, e la sua vicina El Uotia Gunnery Range per l'addestramento dell'artiglieria ed il bombardamento. Un ulteriore accordo tra Stati Uniti e Libia, firmato nel 1954, concesse agli Stati Uniti l'uso di Wheelus e la sua gamma di armi fino al dicembre 1971.
All'inizio della guerra fredda, il 16 novembre 1950 lo Strategic Air Command (SAC) della USAF iniziò a schierare i B-50 Superfortress, B-36, B-47 Stratojet e velivoli di supporto (B-29 Superfortress, B-50 Superfortress e C-97 Stratofreighter) dalle basi aeree degli Stati Uniti a Wheelus. La base è diventata una delle numerose sedi operative avanzate (FOL) del Nord Africa, diventando un collegamento vitale nei piani di guerra SAC da utilizzare dai bombardieri, per il rifornimento di carburante e come base da ricognizione.
Wheelus ha ospitato schieramenti di bombardieri del SAC in schieramenti a rotazione di 45 giorni, utilizzando Wheelus come area di sosta per attacchi pianificati contro l'Unione Sovietica.
L'uso di Wheelus da parte del SAC continuò fino al 1970, quando, come parte del ritiro dell'USAF dalla base, i suoi schieramenti rotazionali terminarono. e dopo il colpo di Stato di Gheddafi del 1969, prese il nome di "Base aerea Uqba ibn Nafi'" e fu una delle principali installazioni operative della Libyan Air Force.

Durante la guerra fredda ospitò alcuni uomini e velivoli dell'Aeronautica Militare Sovietica con i Mig-17, Mig-19, MiG-25 e Tu-22, e fu uno dei principali obiettivi dei bombardamenti americani sulla Libia del 1986 con l'operazione El Dorado Canyon effettuata dagli F-111 partiti da Lakenheath insieme agli F-14 Tomcat e A-6 Intruder della United States Navy.
Dal 1995 la struttura è stata convertita per uso civile ed ospitava l'"Aeroporto internazionale di Mitiga".
Nel corso della guerra civile libica del 2011 l'aeroporto fu preso preso d'assalto da dimostranti anti-Gheddafi tra il 24 ed il 25 febbraio.
Durante la campagna della Libia occidentale del 2019-20, l'aeroporto, tenuto da unità militari fedeli al Governo di Accordo Nazionale, è stato ripetutamente bersagliato da attacchi aerei dell'Esercito Nazionale Libico del generale Haftar al fine di far rispettare una no-fly zone dichiarata dall'LNA alcuni giorni prima. L'8 aprile 2019 un portavoce dell'aeroporto ha annunciato che la struttura era costretto a chiudere a causa degli attacchi aerei.
TunisAir è stato il primo vettore straniero a riprendere i voli verso l'aeroporto nel maggio 2021.